# VoodooPC
Voodoo Computers Inc. o VoodooPC era una compañía dedicada a la manufactura de ordenadores personales de lujo con base en Calgary, Alberta, Canadá, fundada en 1991. En septiembre del 2006 Hewlett-Packard anunció la adquisición de VoodooPC.

## Oferta desktop
La oferta de VoodooPC se basa en el ordenador Omen, un ordenador de lujo para los usuarios más exigentes a la hora de jugar. Ha competido tradicionalmente con compañías como Falcon Northwest, SavRow, WidowPC y Alienware

## Oferta portátil
La oferta de VoodooPC se basa en Envy 133, un ordenador ultrafino para los usuarios más exigentes a la hora de trabajar y jugar.

## Competidores
Los competidores de VoodooPC son: Alienware y XPS Computers, Falcon Northwest, Kimera Corporation y Velocity Micro.

## Dirección
La empresa fue fundada en 1991 por Rahul Sood, y en 1999 Ravi Sood (el hermano a Rahul) se unió al consejo de operaciones. Antes de la adquisición Voodoo empleó aproximadamente a 40 personas entre su oficina central canadiense y su oficina de desarrollo de web en Bangalore. Desde la adquisición la extensión sigue, y HP emplea a más de 150 000 personas.

## Adquisición de HP
El 28 de septiembre de 2006, Rahul Sood anunciado sobre su blog que HP adquirirá VoodooPC por una cantidad sin desvelar. Rahul Sood asumirá la posición de director técnico para la Unidad de Negocio de VoodooPC Global de HP, mientras el hermano Ravi será el director de Experiencia de Marca para la Unidad de Negocio de VoodooPC Global.  
En agosto de 2007, HP anunció que hará el Blackbird 002 un pc para jugar con la etiqueta VoodooDNA dentro de la carcasa. El Blackbird de HP puede tener su disco duro sustituido justamente en 12 segundos debido a los instrumentos el diseño de entrada libre.

## Nueva dirección
Desde la adquisición de VoodooPC en 2006, la marca VoodooPC ha estado revalorizándose. Culminando el 10 de junio de 2008 con la revelación que VoodooPC enfocará su investigación y desarrollo a la alta calidad, ordenadores de especificaciones superiores, más bien que máquinas diseñadas específicamente para jugar. Siguiendo con la gama de ordenadores de VoodooDNA de HP. Para el lanzamiento de su nueva marca usaron la coletilla de Mezclar el arte, la innovación y el rendimiento.

## Productos actuales
- Omen (Ordenadores pensados para videojuegos)
- Envy (portátiles de alta calidad)

## Productos interrumpidos
- Aria (media center)
- Hex (Ordenador jugar)
- Vibe (media center/combinación Xbox)